# Euplectus episcopalis
Euplectus episcopalis är en skalbaggsart som beskrevs av Park, in Park, Wagner och Ivan T. Sanderson 1976. Euplectus episcopalis ingår i släktet Euplectus och familjen kortvingar. Inga underarter finns listade i Catalogue of Life.